# Saproscincus
Saproscincus is een geslacht van hagedissen uit de familie skinken (Scincidae).

## Naam en indeling
De wetenschappelijke naam van de groep werd voor het eerst voorgesteld door Richard Walter Wells en Cliff Ross Wellington in 1983. De soorten behoorden eerder vaak tot andere geslachten, zoals Lampropholis en Lygosoma, zodat in de literatuur verschillende soms namen worden gebruikt.
Er zijn twaalf soorten, inclusief de pas in 2013 beschreven soort Saproscincus saltus.

## Uiterlijke kenmerken
De lichaamslengte is variabel; de soort Saproscincus tetradactylus bereikt een lengte exclusief staart van 3,3 centimeter en Saproscincus eungellensis wordt met een lichaamslengte van 6,7 centimeter meer dan twee keer zo lang. De staart is langer dan het lichaam.
Het lichaam is langwerpig van vorm, de voor- en achterpoten dragen vijf vingers en tenen. Een uitzondering is Saproscincus tetradactylus, die slechts vier vingers aan de voorpoten heeft. De soort is hier ook naar vernoemd, wand tetradactylus betekent vrij vertaald 'viervingerig'. De lichaamskleur is variabel, van bruin tot grijs met strepen of vlekken. Bij sommige soorten, zoals Saproscincus czechurai, krijgen de mannetjes in de paartijd een rode kleur aan de kop, poten en staart. Alle soorten hebben een lichte vlek aan de achterzijde van de basis van de achterpoten.
De oogleden zijn beweeglijk, in het onderste ooglid is een doorzichtig venster aanwezig zodat de hagedis met gesloten ogen toch kan zien. De gehooropeningen hebben geen kleine lobjes, zoals bij andere skinken voorkomt. De frontoparietaalschubben aan de kop zijn gedeeld, de pariëtaalschubben raken elkaar.

## Verspreiding en habitat
Alle soorten komen voor in het oosten van Australië en leven in de staten New South Wales, Queensland en Victoria.
Door de internationale natuurbeschermingsorganisatie IUCN is aan alle soorten een beschermingsstatus toegewezen. Een soort wordt als 'kwetsbaar' (Vulnerable of VU) gezien, en een soort als 'onzeker' (Data Deficient of DD). De overige tien soorten worden beschouwd als 'veilig' (Least Concern of LC).

## Levenswijze
Alle soorten zijn bodembewonend, van de grotere soorten is bekend dat ze soms slapen in hogere delen van planten tot op ongeveer een meter boven de bodem. De vrouwtjes zetten eieren af op de bodem, dit zijn er altijd twee per legsel.
Grotere soorten laten zich weleens zien langs wandelpaden om een zonnebad te nemen, de kleinere soorten houden zich schuil in de strooisellaag.

## Soorten
Het geslacht omvat de volgende soorten, met de auteur en het verspreidingsgebied.
| Naam                       | Auteur                                              | Verspreidingsgebied                     |
| -------------------------- | --------------------------------------------------- | --------------------------------------- |
| Saproscincus basiliscus    | Ingram & Rawlinson, 1981                            | Australië (Queensland, New South Wales) |
| Saproscincus challengeri   | Boulenger, 1887                                     | Australië (Queensland, New South Wales) |
| Saproscincus czechurai     | Ingram & Rawlinson, 1981                            | Australië (Queensland, New South Wales) |
| Saproscincus eungellensis  | Sadlier, Couper, Colgan, Vanderduys & Rickard, 2005 | Australië (Queensland)                  |
| Saproscincus hannahae      | Couper & Keim, 1998                                 | Australië (Queensland)                  |
| Saproscincus lewisi        | Couper & Keim, 1998                                 | Australië (Queensland)                  |
| Saproscincus mustelinus    | O'Shaughnessy, 1874                                 | Australië (New South Wales, Victoria)   |
| Saproscincus oriarus       | Sadlier, 1998                                       | Australië (New South Wales)             |
| Saproscincus rosei         | Wells & Wellington, 1985                            | Australië (Queensland, New South Wales) |
| Saproscincus saltus        | Hoskin, 2013                                        | Australië (Queensland)                  |
| Saproscincus spectabilis   | De Vis, 1888                                        | Australië (Queensland)                  |
| Saproscincus tetradactylus | Greer & Kluge, 1980                                 | Australië (Queensland)                  |